# Martin Booms

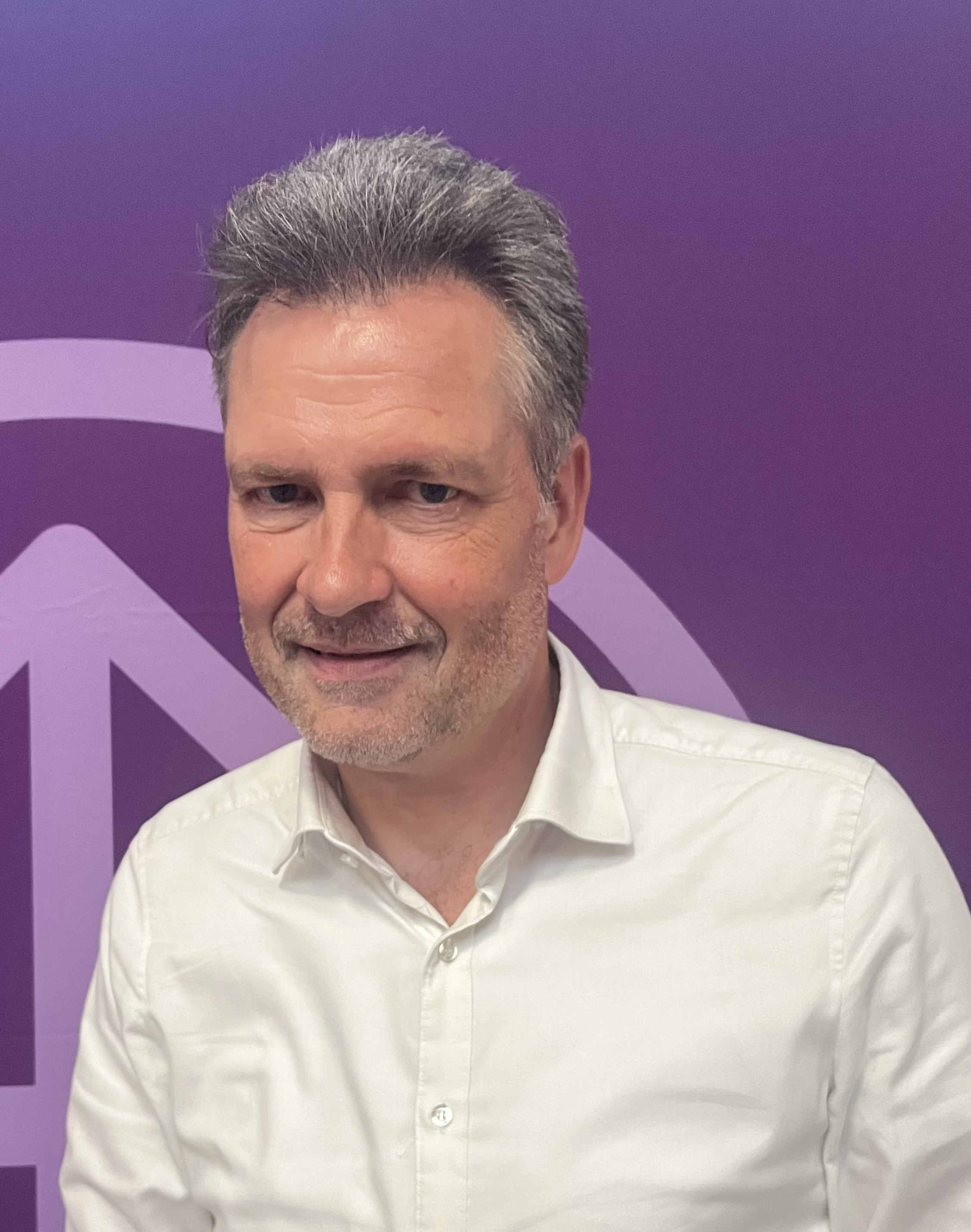
Martin Booms (2025)

Martin Booms (* 3. März 1971 in Emmerich am Rhein) ist ein deutscher Philosoph.

## Leben
Nach dem Abitur in Emmerich am Rhein 1990 studierte er  Philosophie, Germanistik und Erziehungswissenschaft in Bonn (1991–1996, Abschluss: erstes Staatsexamen 1997) und Rechtswissenschaften (1993–1995). Nach dem Promotionsstudiengang (1997–2001) im Fachbereich Philosophie ist er seit 2016 Professor für Wirtschaftsethik an der Steinbeis-Hochschule Berlin. Seit 2019 lehrt er an der Alanus Hochschule für Kunst und Gesellschaft in Alfter bei Bonn im Rahmen einer Vertretungsprofessur. Booms ist Geschäftsführer der Akademie für Sozialethik und Öffentliche Kultur in Bonn.
Seine Arbeitsschwerpunkte sind Wirtschaftsphilosophie sowie Wirtschafts- und Unternehmensethik, insbesondere unter dem Gesichtspunkt nicht-ökonomischer Voraussetzungen und (Werte-)Kontexte in den Bereichen Wirtschaft, Philosophie und Ethik der Digitalisierung, Theorie der Arbeit, Theorie der Verantwortung und politische Philosophie. Er knüpft dabei an die Philosophie der Neuzeit an, insbesondere an die Lehren von Immanuel Kant, Arthur Schopenhauer und Hannah Arendt.

## Schriften (Auswahl)
- als Herausgeber mit Wolfram Hogrebe: Grenzen und Grenzüberschreitungen. XIX. Deutscher Kongreß für Philosophie, 23.–27. September 2002 in Bonn. Sektionsbeiträge. Bonn 2002, ISBN 3-9806762-2-6.
- Aporie und Subjekt. Die erkenntnistheoretische Entfaltungslogik der Philosophie Schopenhauers. Würzburg 2003, ISBN 3-8260-2532-6.
- mit Ulrike Schmitt: Dossier Präimplantationsdiagnostik. Bonn 2004, OCLC 723107274.
- Ideal und Konzept des Grundeinkommens. Zur Struktur einer über sich selbst hinausweisenden Idee. Karlsruhe 2010, ISBN 978-3-86644-451-5.

## Belege
1. ↑  Heinz Dietl: Gute Fragen in schwierigen Zeiten: Der Bonner Philosoph Martin Booms im Interview. In: ga.de. 10. Dezember 2017, abgerufen am 29. Februar 2024.

| Personendaten    | Personendaten       |
| ---------------- | ------------------- |
| NAME             | Booms, Martin       |
| KURZBESCHREIBUNG | deutscher Philosoph |
| GEBURTSDATUM     | 3. März 1971        |
| GEBURTSORT       | Emmerich am Rhein   |